# James Bagian
James Philip Bagian (* 22. února 1952, Filadelfie, Pensylvánie, USA) je americký lékař a astronaut arménského původu, který absolvoval v raketoplánu dva lety do vesmíru. U NASA byl od 7. července 1980 do srpna 1995 a stal se 214 člověkem letícím do vesmíru. Ve vesmíru strávil ze svého života 14 dní.

## Životopis
Vysokoškolské vzdělání získal na universitách Drexel (strojírenství) a Thomas Jefferson, kde roku 1977 získal titul doktora medicíny. Roku 1976 nastoupil do služeb armády Spojených států, kde absolvoval leteckou školu USAF Flight Surgeons School v San Antoniu. Oženil se.
V roce 1978 nastoupil do NASA v Houstonu, pak byl 2 roky na univerzitě v Pensylvánii. V roce 1980 se do Houstonu k NASA vrátil a absolvoval zde výcvik astronautů. V letech 1981 až 1995 byl veden v NASA jako astronaut.

## Lety do kosmu
V roce 1989 absolvoval pětidenní let STS-29 (registrován v COSPAR jako 1989-021A). Letěl se zařazením letový specialista spolu s dalšími čtyřmi astronauty v raketoplánu Discovery, jejich mise začala startem na Mysu Canaveral (USA, stát Florida) a skončila úspěšně přistáním na základně Edwards v Kalifornii, ležící v Mohavské poušti).
O dva roky později absolvoval devítidenní let STS-40 (1991-040A). Posádka byla sedmičlenná, letěli v raketoplánu Columbia, start i přistání byly na stejných základnách, jako předchozí let.

## Po letech
V období let 1994 – 1995 byl lékařem – výzkumníkem na William Beaumont Hospital, Royal Oak., poté nastoupil u Environmental Protection Agency, National Vehicle and Fuel Emissions Lab. v Ann Arbor.